# Пиетро Джакино
Пиетро Оливер Джакино (р. 26 февруари 1995 г. в Осло) е норвежки гимнастик от смесен произход.

## Биография и кариера
Пиетро е роден в Осло в семейството на майка норвежка и баща италианец. Състезава се от 2006 година, а още през следващата става част от норвежкия национален отбор. Присъединява се към клуб по спортна гимнастика „Ньорд“, който дава тласък на спортната му кариера. Като член на „Ньорд“ завоюва челни места в различни състезания, сред които и националното първенство. Учи в частното училище с активна спортна дейност „Ванг“. Събира се заедно с други юноши и девойки в зала в ословския квартал „Хасле“, където всички заедно тренират сутринта преди училище, за да се върнат отново следобед.
На голямо състезание участва още 17-годишен – на европейското първенство в Монпелие през 2012 година. Две години по-късно взема участие в световното първенство по спортна гимнастика в Нанин, Китай. Предоставена му е възможността да стане първият норвежец, състезаващ се за италиански клуб: на младия гимнастик италианският „Ювентус“ осигурява транспорт до страната, жилище и парични възнаграждения, за да участва на три състезания през февруари и март 2015 година заедно с представителите на същия. През юни участва на първите европейски игри. Участва на световно първенство и през 2015 година.
Треньорът на норвежките национали Габриел Негру смята, че Пиетро „има тяло за гимнастика и е много амбициозен“. Бившият гимнастик и настоящ наставник на Пиетро в „Ньорд“ Еспен Янсен твърди, че той „има преимущества, които биха го отвели далеч“. Флеминг Солберг, бивш олимпийски състезател, сега преподавател и треньор във „Ванг“, споделя: „Пиетро е типичен олраундър, един от най-големите таланти, на които съм попадал в тази страна. Силата му е в това, че има такива фини черти. Той е гимнастик със стил...“. Същевременно Солберг посочва като отрицателен белег на Пиетро частичната липса на физическа мощ и вярва още, че макар и да знае какво струва квалификацията за олимпийски игри, това не е непосилна задача за него. Самият Пиетро е убеден, че ще отиде на игрите, но ако не са тези в Рио, ще бъде въпрос на време. В крайна сметка, след като единствен квота взема неговият приятел и сънародник Стиан Шерахауг, надеждата на Пиетро остава за следващия олимпийски цикъл.
През 2016 година отбелязва участие на Световната купа по спортна гимнастика в Осиек, Хърватия. Там се класира шести сред най-добрите осем на висилка. На провелото се от 8 до 9 октомври 2016 година норвежко първенство става победител в индивидуалния многобой, където отбелязва по-значителна преднина спрямо втория в класирането на кон с гривни (1 точка) и висилка (1,350 точки). От финалите на отделните уреди не попада само в този на прескок, в останалите е в топ 6, като дори има две първи места и едно трето.
През късната пролет на 2017 година заема места след 10-ото на световни купи в Копер и Осиек. В края на юни обаче за втора поредна година става първенец в норвежкото първенство.

## Любопитно
Идолът на Пиетро е Оге Сторхауг, норвежки гимнастик, чиято спортна кариера е в периода от късните шестдесет до ранните седемдесет години на XX век. Говори норвежки, италиански и английски език.